# Урочище Донське ковилове
Урочище Донське ковилове — ландшафтний заказник місцевого значення. Об'єкт розташований на території Волноваського району Донецької області, на території Донської селищної ради.
Площа — 9 га, статус отриманий у 2018 році.
Невелика ділянка з типчаково-ковиловою степовою рослинністю,